# Lokomotiva 750
Lokomotiva 750 je dieselová lokomotiva s elektrickým přenosem výkonu, která vznikla rekonstrukcí lokomotiv řady 753 (stejně jako jim se jí přezdívá brejlovec, nulka, nulkový brejlovec). 
Po přechodu z parní trakce na moderní na československých železnicích následovalo ukončení do té doby běžného parního vytápění osobních vozů a vlaky tažené motorovými lokomotivami měly být nadále vytápěny elektricky. Podstatou rekonstrukce byla u řady 753 náhrada parního generátoru topným alternátorem, aby bylo možné tyto lokomotivy i nadále používat pro osobní dopravu. Podobným způsobem byly později přestavovány lokomotivy řady 751 na řadu 749. V současnosti[kdy?] je již většina lokomotiv této řady z osobní dopravy vyřazena; některé stroje slouží v dopravě nákladní, či u soukromých dopravců.

## Vznik

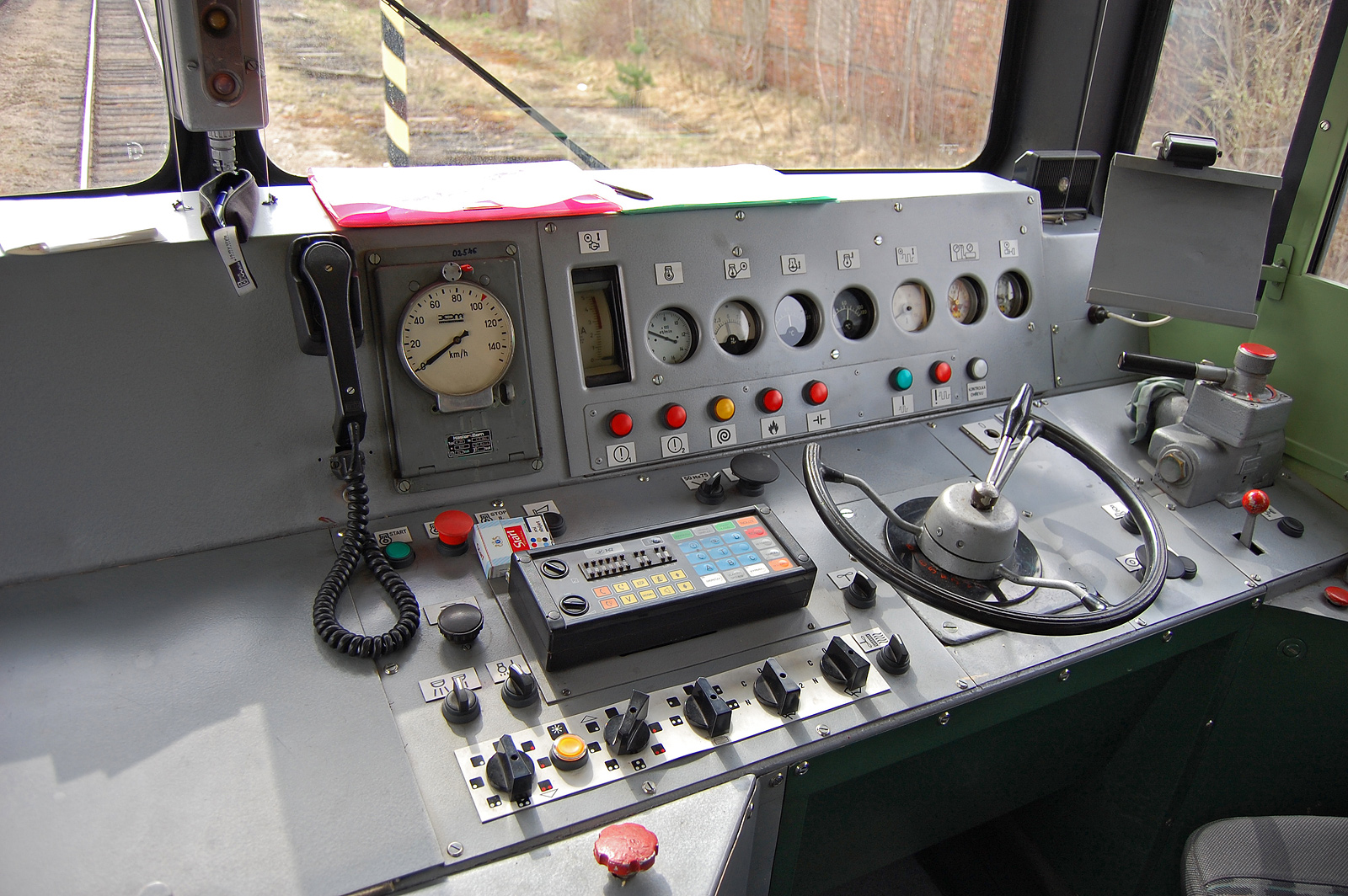
Stanoviště lokomotivy řady 750

Především díky odřeknutým dodávkám dalších sérií lokomotiv řady 754 začaly koncem osmdesátých let Československé státní dráhy (ČSD) pociťovat nedostatek výkonných traťových lokomotiv s elektrickým vytápěním soupravy. Od osmdesátých let byl totiž realizován plán postupného zrušení zastaralého a neekonomického parního vytápění, a tak byly vozy tohoto typu postupně odstavovány a nahrazovány modernějšími s vytápěním elektrickým. Okolo roku 1990, po velkých dodávkách nových vozů řady Bymee s elektrickým vytápěním, tato situace došla až do toho stavu, že celé soupravy nových vozů nebylo čím tahat, jelikož prakticky jedinou řadou vhodnou pro jejich vozbu byla právě řada 754, jejíž pouhých 86 vyrobených kusů nemohlo stačit. Prvním, kdo se rozhodl vzniklou situaci řešit, bylo RD Zvolen, kde byla roku 1991 bez povolení od vedení ČSD zahájena přestavba lokomotivy 753.153 na elektrické vytápění. Po jejím úspěšném dokončení byly poté ve spolupráci s ČKD navrženy příslušné komponenty a začaly hromadné rekonstrukce v řadě dalších dep. Jednotlivé stroje nebyly k rekonstrukcím vybírány systematicky a bylo jim ponecháváno původní pořadové číslo, takže označení lokomotiv 750 netvoří souvislou číselnou řadu. Do roku 1995 takto prošlo rekonstrukcí celkem 163 lokomotiv, k řadě 750 byly poté především pro svou značnou odlišnost od sériových strojů přičleněny i oba původní prototypy řady 754, které obdržely označení 750.409 a 410.

## Technický popis

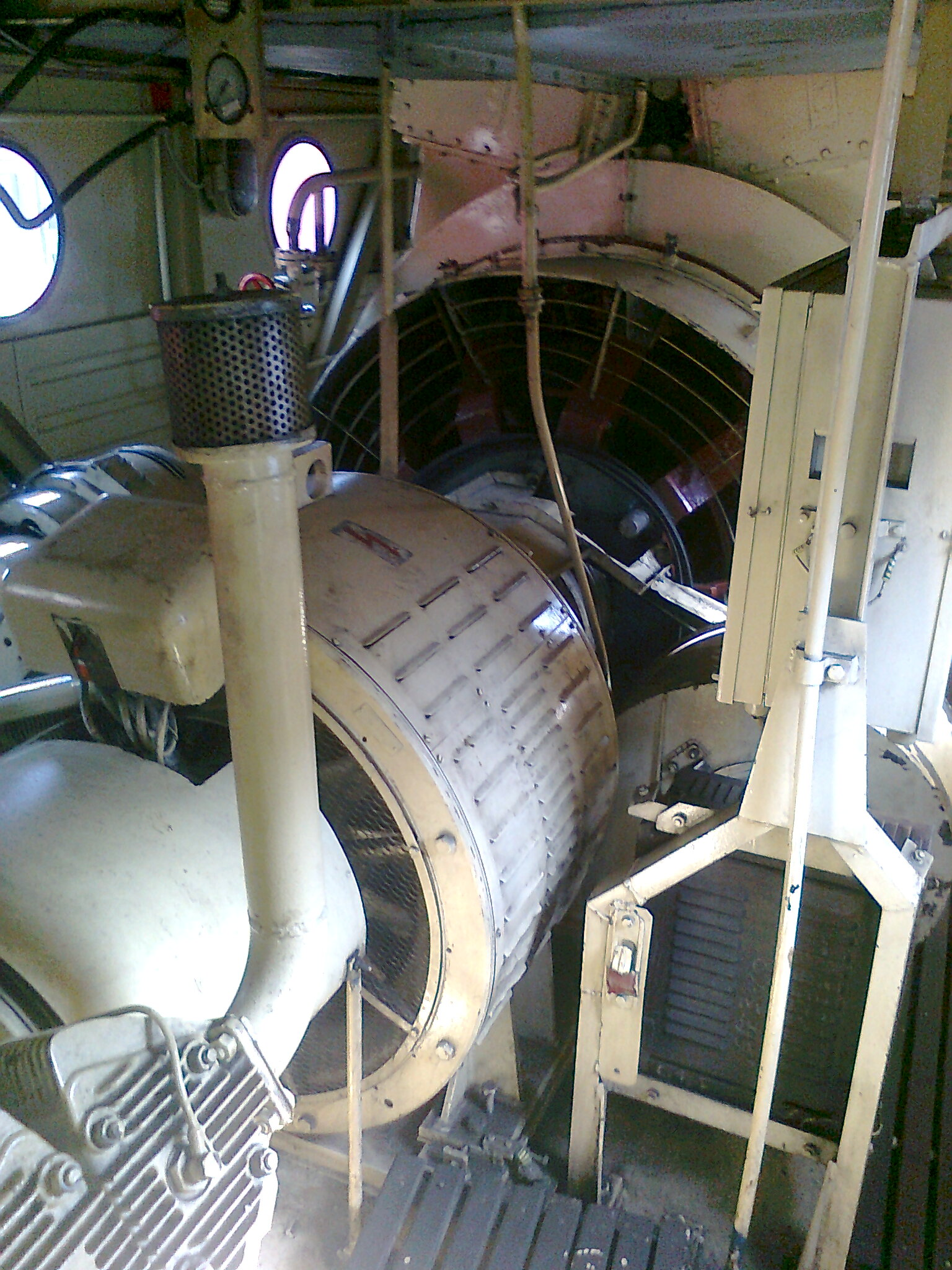
Přístroje ve strojovně lokomotivy 750, vpředu: kompresor, topný alternátor, trakční generátor, v pozadí fragment spalovacího motoru

Hlavní smysl rekonstrukce spočíval pouze v nahrazení parního generátoru elektrickým topným alternátorem, přesněji typu ČKD A 403 (stejný jako u řady 754). Pod alternátorem byl patřičně vyztužen hlavní rám a pozměněno umístění některých komponentů. Zvýšeno bylo také napěťové dimenzování topného usměrňovače a provedeny další úpravy v elektroinstalaci. Spalovací motor K 12 V 230 DR zůstal v původním stavu, včetně zachované hodnoty maximálního výkonu 1325 kW. Vzhledem k primárnímu použití v osobní dopravě nebyly lokomotivy po rekonstrukci vybaveny dvoučlenným řízením; na některé stroje bylo dosazeno až později, když se dostaly do stavu nákladního dopravce ČD Cargo.

## Provoz

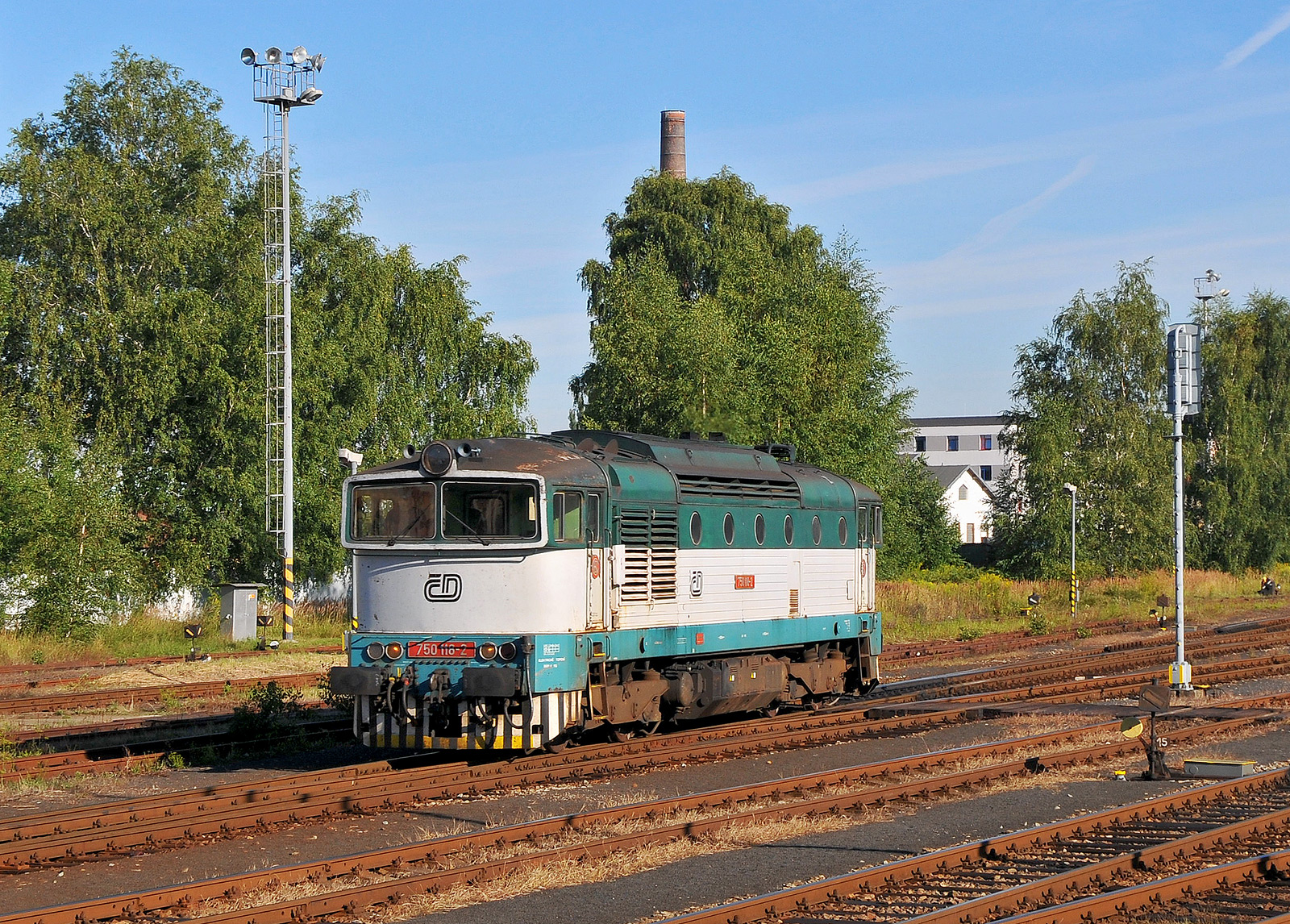
Poslední provozovaná lokomotiva řady 750 Českých drah, 750.118, v České Lípě

Rekonstruované lokomotivy byly nasazeny do dopravy osobních vlaků a rychlíků po celé síti ČSD, později samostatných Českých drah (ČD) a Železnic Slovenskej republiky (ŽSR). Největšími provozovateli těchto lokomotiv se stala depa Plzeň, Brno dolní nádraží (později Maloměřice) a Zvolen, kde byly provozovány až v desítkách kusů. Přestože byly lokomotivy původně navrženy pro použití pouze v osobní dopravě, postupem času začaly být čím dál více nasazovány i do čel nákladních vlaků. Díky tomu získalo ČD Cargo při svém vzniku v roce 2007 do stavu i několik strojů této řady, které postupně vytlačily původní lokomotivy řady 753 – dlouhou dobu poslední provozovaná lokomotiva 753.301 dojezdila na následky požáru v létě 2013. Pro nedostatek jiných strojů byla tato lokomotiva koncem roku 2016 opět oživena. Slovenské ZSSK Cargo tyto stroje neobdrželo, jelikož pro nákladní dopravu dostačovaly lokomotivy řad 751 a 752 a v letech 2008–2010 zařadilo do provozu deset lokomotiv řady 756, které vznikly větší rekonstrukcí právě strojů řad 750 a 753. Všechny tamní stroje tak připadly osobnímu dopravci Železničná spoločnosť Slovensko (ZSSK).

## Modernizace

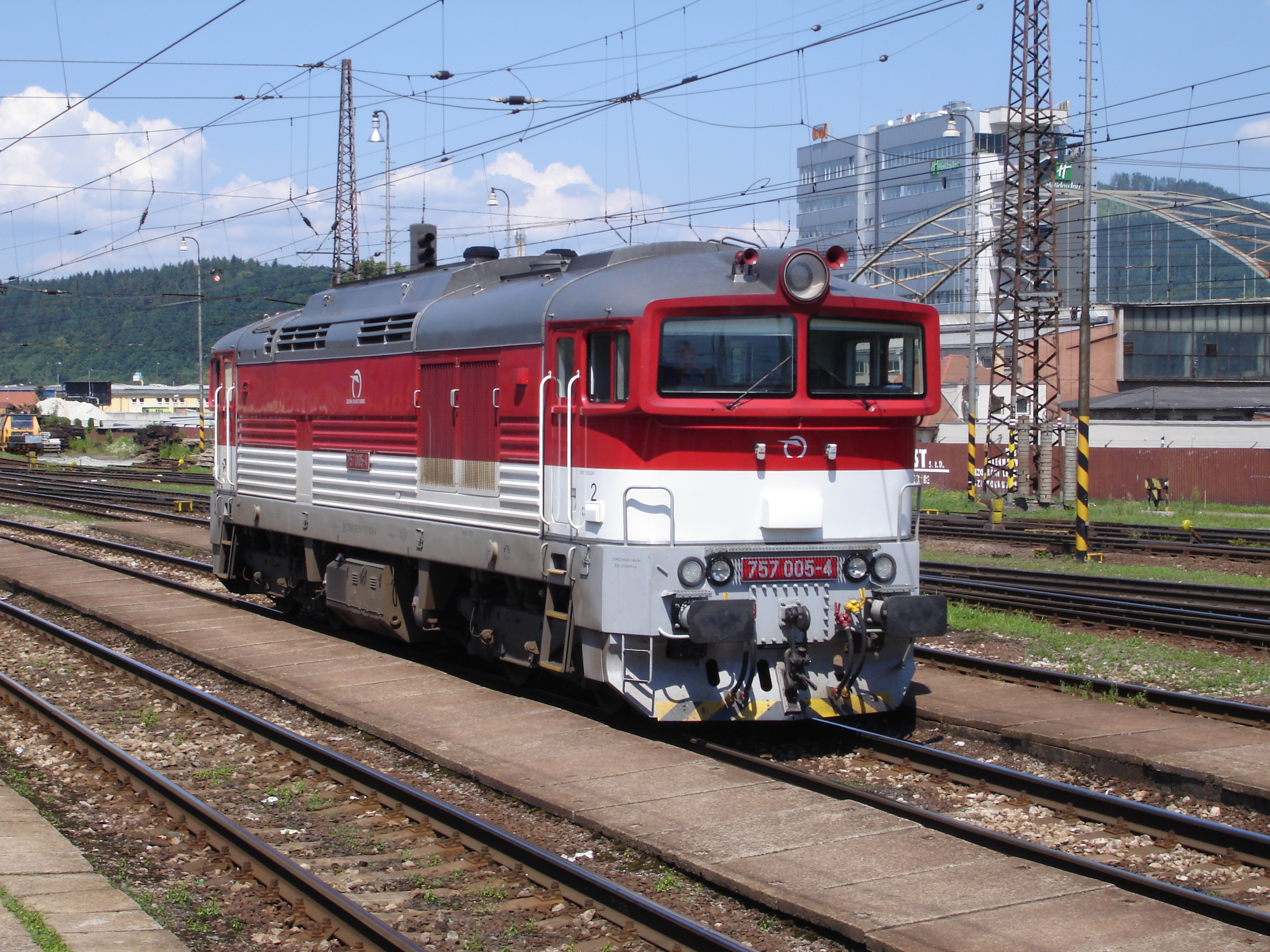
Slovenská lokomotiva modernizované řady 757

Po téměř 20 letech provozu takto rekonstruovaných lokomotiv se začalo uvažovat o další rozsáhlejší modernizaci, především kvůli problematickému a nehospodárnému původnímu motoru K 12 V 230 DR. V letech 2010–2012 tak bylo 19 lokomotiv této řady u ČD přestavěno na novou řadu 750.7 s použitím moderního motoru firmy Caterpillar, ZSSK podobně modernizovaly své stroje jako řadu 757. Během roku 2013 ČD odstavily většinu zbývajících provozuschopných lokomotiv, poslední lokomotiva 750.118 byla v depu Liberec provozována do března 2014, kdy byla odstavena a odtažena do Plzně jako zdroj náhradních dílů pro lokomotivy řady 754. Další lokomotiva s číslem 750.346, která měla být původně muzejní, darovala motor trutnovskému stroji 754.030 a poté byla zrušena. Nakonec byla přistavena do Dílen pro opravy vozidel (DPOV) Nymburk, kde bylo jedno její stanoviště namontováno na stroj 750.213 po nehodě. Na podzim roku 2015 bylo torzo tohoto stroje zlikvidováno. Poslední stroj s číslem 750.042, který prošel v roce 2010 opravou a jako jediný obdržel korporátní nátěr Najbrt, daroval své díly do bohumínských lokomotiv řady 754 a ve stavu torza čeká v České Třebové na sešrotování.
V současnosti[kdy?] tak tyto lokomotivy provozuje pouze ČD Cargo v depech Děčín, Nymburk, Hradec Králové a Brno, ZSSK disponuje několika stroji v depech Prievidza, Nové Zámky, Zvolen a Humenné. Přestože již byly dodány poslední lokomotivy řady 757, podobně jako řada 754 jsou zatím tyto lokomotivy v provozu na Slovensku nepostradatelné a vypomáhají v dopravě osobních vlaků v okolí Zvolena a na trati Prievidza – Nové Zámky. Malou část lokomotiv také provozují soukromí dopravci, několik strojů vlastní ODOS, dvě lokomotivy patří AWT, jedna Kladenské dopravní a strojní a jedna lokomotiva byla prodána maďarské firmě Bobo Kft.; v Maďarsku je provozována pod označením 468.002.

## Historické lokomotivy
- 750.308-9 (Spolek pro ochranu železnic - třistaosmička, z.s., depo Turnov) - vyrobena 06/1976, ve vlastnictví spolku, který má za cíl zachování těchto lokomotiv, jako technické památky na jeden z nejvýznamnějších strojírenských podniků ČSSR, podniku ČKD.